# Landry Komenan
Landry Aka Komenan est un universitaire ivoirien qui a présidé l'université de Bouaké et est membre de l'ASCAD.

## Biographie
Professeur titulaire de philosophie sociale et politique, Landry Komenan a été chef du département de philosophie de l'université nationale de Côte d'Ivoire.
Il a ensuite effectué la majeure partie de sa carrière professionnelle à l'université de Bouaké où il a été doyen de l’École des lettres, arts et sciences humaines, vice-président de 1996 à 2001 puis président de 2001 à 2010,. Durant la crise politico-militaire en Côte d'Ivoire, il gère le déplacement de l'institution de Bouaké à Abidjan,.
Il devient président honoraire de l'université en 2010.
Landry Komenan participe régulièrement aux travaux du Conseil africain et malgache pour l'enseignement supérieur dans le domaine des lettres et des sciences humaines et sociales,.
Depuis 2009, il est membre permanent de l'Académie des sciences, des arts, des cultures d'Afrique et des diasporas africaines.

## Distinctions
- Officier et Commandeur de l’ordre national de l’éducation de Côte d’Ivoire[4]
- Officier et Commandeur de l’ordre international des Palmes académiques du Conseil africain et malgache pour l'enseignement supérieur[11]
- Membre de l'Académie des sciences, des arts, des cultures d'Afrique et des diasporas africaines (ASCAD)

## Publications
- Kwamé N'Krumah face à la bourgeoisie africaine, 1976[12]
- Réflexion sur le syndicalisme, 1977[12]
- Philosophie et développement: questions politiques, 1979[12]

## Source
- Josette Barry, « Portrait : Landry Aka Komenan, président de l'université de Bouaké », Fraternité Matin,‎ 8 mars 2005 (lire en ligne)